# Grotti (Nocera)
Grotti (E' Grutte in dialetto locale) è una località amministrativamente divisa fra le città di Nocera Inferiore e Nocera Superiore.
Nel comune di Nocera Inferiore è parte del quartiere Casolla-Grotti.

## Geografia
Situato nell'area orientale della città di Nocera Inferiore, presso la "Piazza d'Armi", il piccolo rione è diviso con il comune di Nocera Superiore. La moderna via Grotti (situata tra via Anfiteatro e via Pecoraro di Nocera Inferiore e via Grotte, via Grotti Campo ed un tratto di via Trieste a Nocera Superiore), curva seguendo il perimetro esterno della struttura romana dell'antico anfiteatro di Nuceria Alfaterna (come curvano una parte degli edifici che insistono nell'area), oggi sotterrato e di cui sono visibili i vomitoria (chiamati Grotte), da qui il toponimo della zona.
La zona è confinante anche con le Starze, nella zona si trova un parco giochi comunale.

## Storia

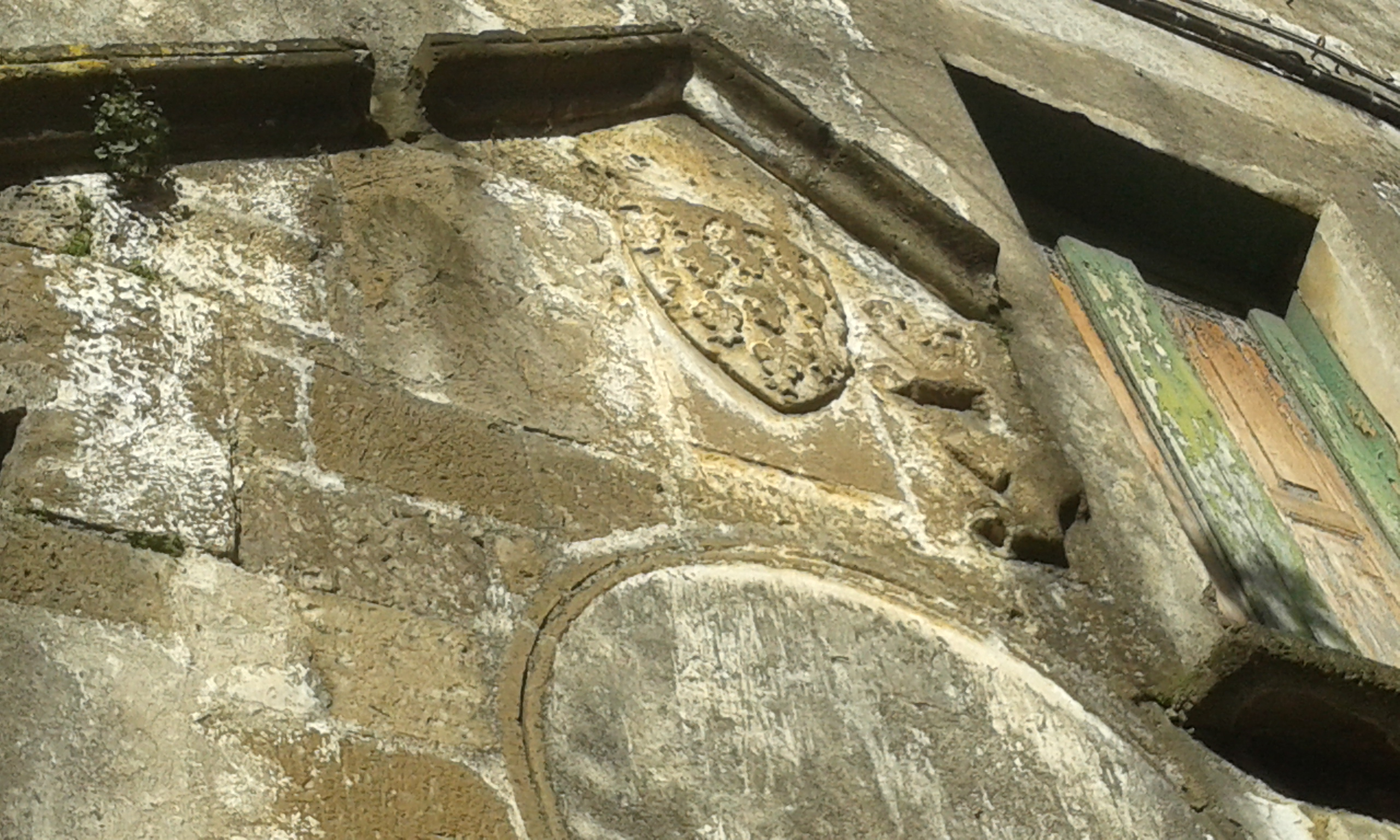
Particolare del portale di Casa Ruotolo

In epoca romana era parte dell'antica Nuceria Alfaterna. Sorgeva qui l'imponente anfiteatro che, lungo 125 metri e largo 102, era fra i più grandi della Campania antica. Fu individuato nel '900 dai fratelli Matteo e Alfonso Fresa nelle cantine del convento e nel sottosuolo di un palazzotto vicino.
I lavori di fondamenta delle abitazioni successive che ne intaccarono le scalee e le uscite (i vomitoria) che, per l'andamento longilineo e la copertura circolare, furono scambiate per grotticelle, sono alla base dell'etimologia del rione.
Strategica anche la vicinanza con la vicina Porta Romana, commercialmente si trovava in un'interessante zona.

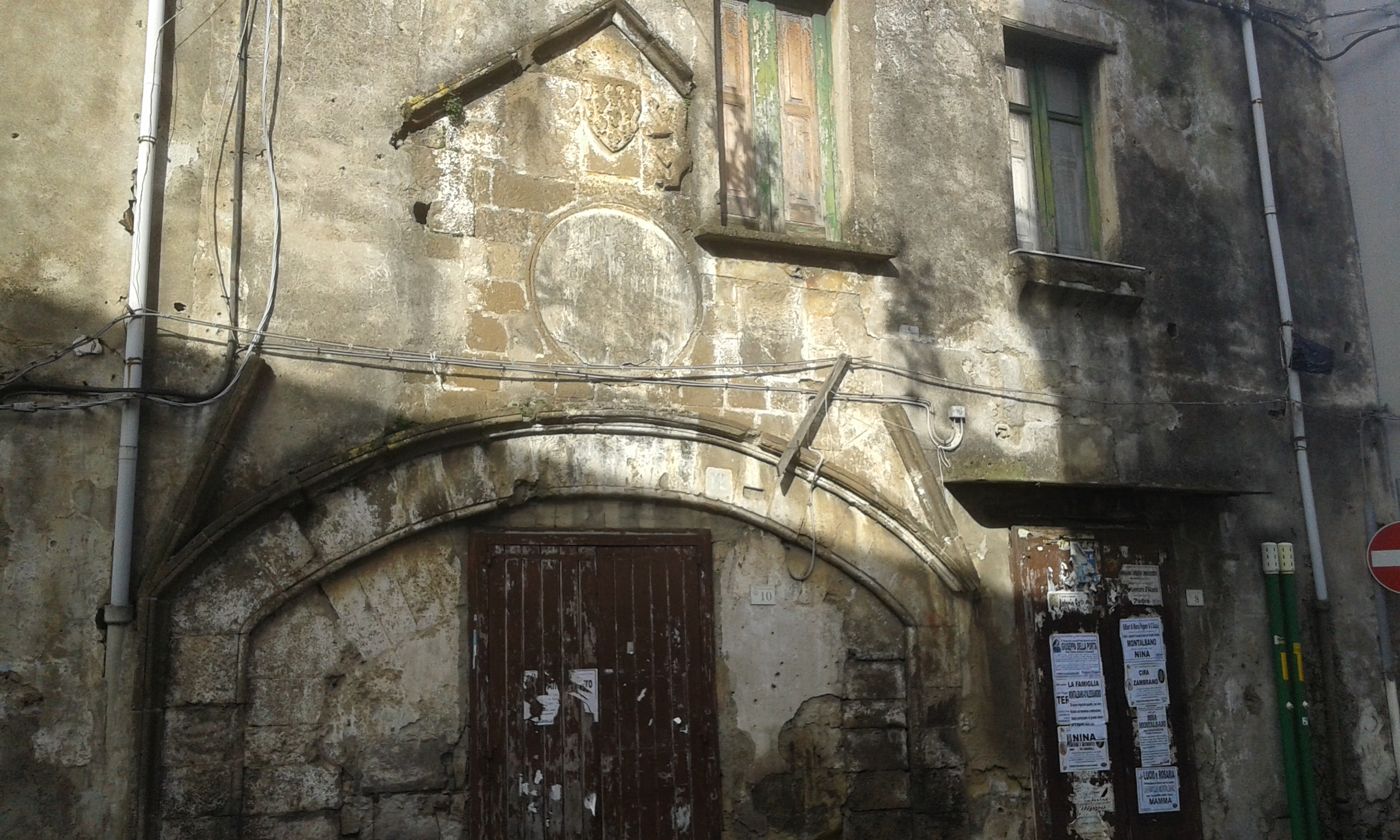
Palazzo Ruotolo

Nel medioevo poté sfruttare ampiamente la strada commerciale dell'antica Nuceria, ovvero quella che correva lungo il Decumano inferiore e la Via Consolare. Intorno all'843, dai documenti era noto il locus detto campu. Da una torre di ricognizione della cinta muraria fu ricavata la chiesa di Santa Maria a Torre. Sulla stessa aria, nel XVI secolo, i Francescani edificarono, un convento dedicato a San Francesco con annessa chiesa dedicata a Santa Maria degli Angeli.
Nei pressi di un edificio pubblico romano, nell'attuale località del Fiuminale sorse una chiesa dedicata al culto di San Vito, della quale si hanno testimonianze fino al X secolo. Sempre in epoca longobarda, oltre al Campo, vi è traccia anche della grypta (o crypta) Aceprandi, in menzione alle presunte grottole nel sottosuolo dell'area.
Nel XVII secolo il re spagnolo Filippo IV d'Asburgo, infeudò alcuni terreni di quest'area alla famiglia dei Montalbano, che si stabilì nel rione, unendosi ai Ruotolo ed ai Trotta.
Fu parte dell'Università di Nocera Corpo e del successivo ente comunale (esistito dal 1806 al 1834), insieme alla vicina Casolla. Nel 1851 fu spartito tra Nocera Inferiore e Nocera Superiore.
Nel XIX secolo fu eretto in quest'area il Mercato ortofrutticolo (in seguito trasferito a Pagani) e successivamente l'ospedale militare (in seguito divenuto civile col nome di Ospedale Umberto I), l'area divenne anche la zona mercatale (soppiantando l'antica sede del Mercato.

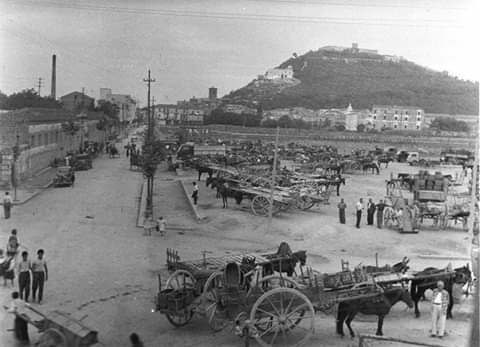
Fiera in Piazza D'Armi (cartolina d'epoca)

L'area del campo, è stata utilizzata per secoli quale "Piazza d'Armi", luogo dedito alle esercitazioni dei numerosi militari presenti presso la Caserma borbonica. Nel '900 la zona fu scelta per la creazione della Caserma Libroia (in seguito assegnata al 45º Battaglione trasmissioni "Vulture"). Precedentemente, nel 1914, vi fi inaugurato il primo campo sportivo dedicato al calcio della città di Nocera Inferiore, primo nucleo di quello che sarebbe diventato lo Stadio San Francesco d'Assisi (così chiamato in onore al vicino convento).
Nel 1927, San Giovanni Battista Montini ha inaugurato presso l'allora Piazza D'Armi l'anno sociale della Federazione Universitaria Cattolica Italiana.
Presso il mercato (divenuto poi mattatoio comunale) iniziò a svolgersi intorno agli anni '70 del XX secolo una fiera che coinvolgeva tutte le realtà del territorio, nel 1995 divenne la Fiera Città dell'Agro, evento fieristico il quale poi mutò la sua sede.
Inoltre, nel XX secolo nell'edificio di Villa Maria vi era una succursale dell'ospedale psichiatrico Vittorio Emanuele.
Dopo un lungo lavoro di riqualifica del posto, attualmente l'area ospita ancora il grande mercato settimanale cittadino.

## Convento di San Francesco e Chiesa di Santa Maria degli Angeli

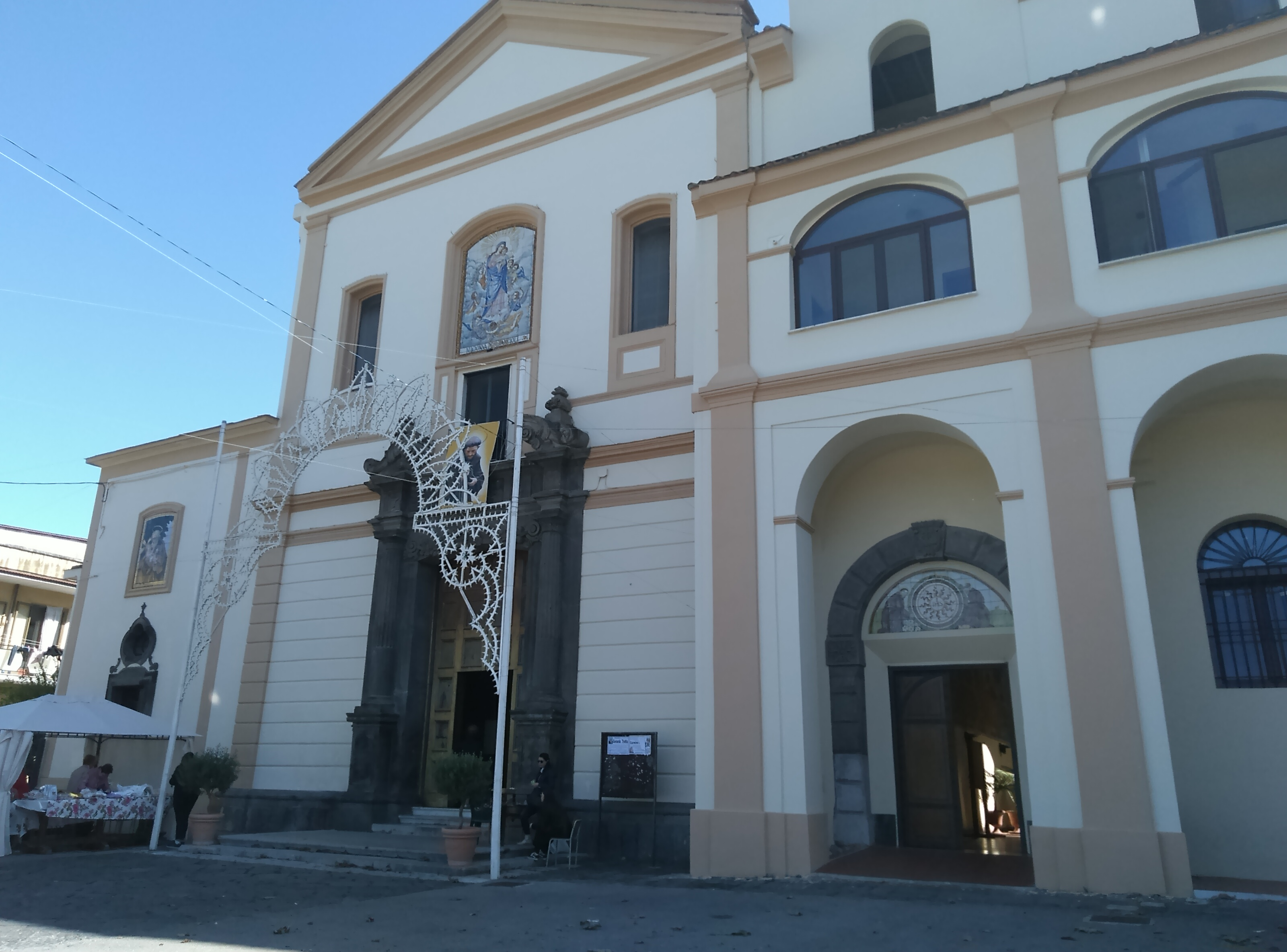
Facciata della chiesa del convento

Parte della forania di Nocera Superiore-Roccapiemonte, la Chiesa e Convento di Santa Maria degli Angeli ricade nel territorio di Nocera Superiore.
Intorno al VII secolo, i pochi nucerini rimasti all'interno della città romana, seppero riusare una delle torri ricognitive, facenti parte della cinta muraria, adibendola a chiesa, detta di Santa Maria a Torre.
La sua attuale edificazione risale al XVI secolo testimoniato da un atto del 1589.
Nel 1706 la chiesa fu completata e negli anni successivi Filippo Pennino affrescò gli interni. Il convento venne ampliato tra l’Ottocento e il Novecento con la costruzione di spazi e dormitori.
Numerosi sono i portali in pietra lavica.
Interessente la presenza di vari dipinti su tavola ed affreschi. Il complesso inoltre ospita un'imponente biblioteca, nonché archivio, uno dei più forniti dell'agro nocerino-sarnese.
Nella chiesa di Santa Maria Degli Angeli riposano i resti mortali della serva di Dio Filomena Giovanna Genovese (Nocera 28 ottobre 1835 - Nocera Superiore 13 dicembre 1864).
Alla stessa è anche dedicata una strada poco distante.
Localmente è conosciuto come San Francesco al Campo, sia vista l'imminente vicinanza con lo Stadio Comunale di Nocera Inferiore, che porta proprio il nome del santo, sia per l'antico nome del locus dove sorgeva.

## Stadio San Francesco e PalaCoscioni

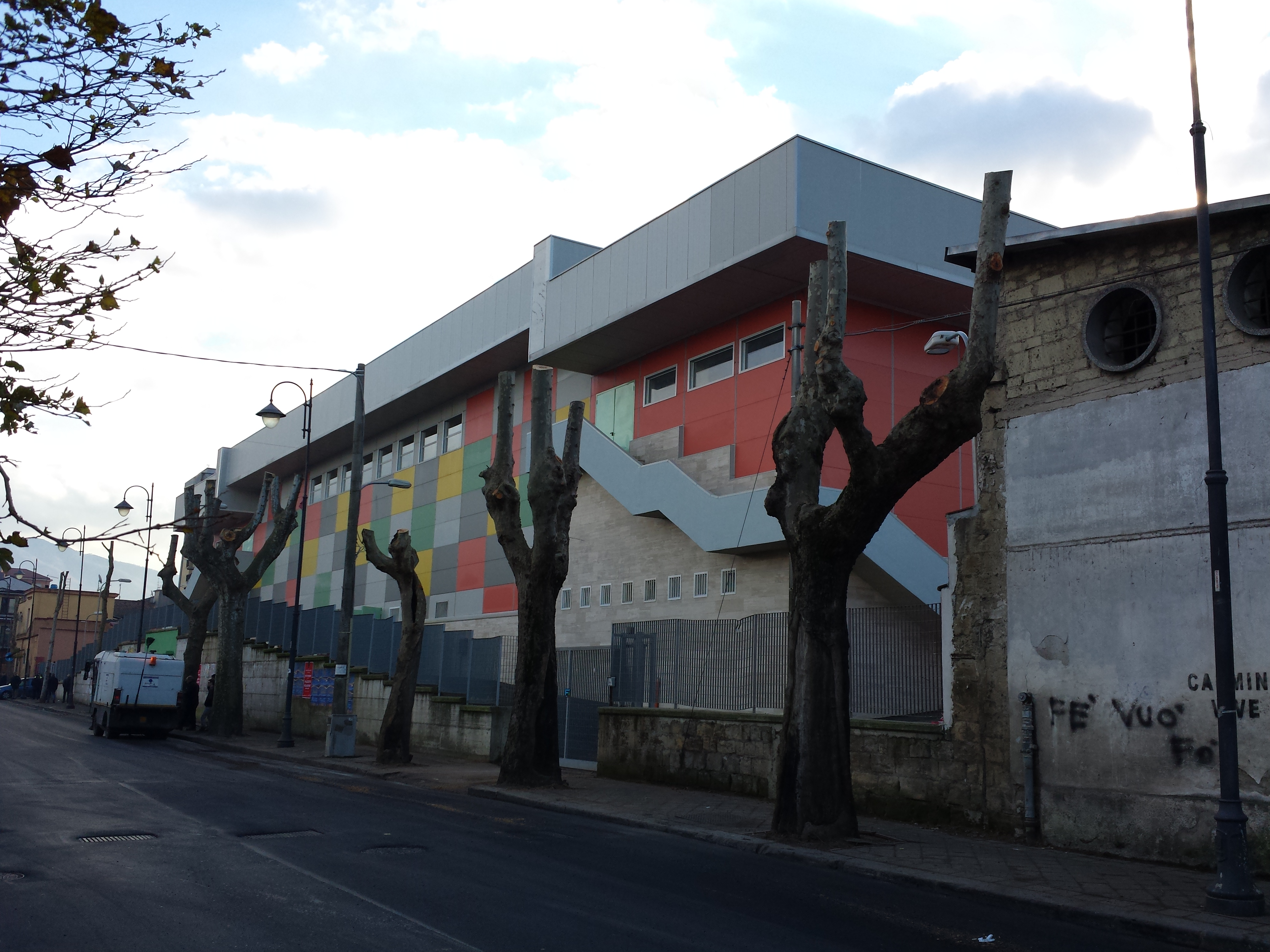
Il PalaCoscioni

Dal 1914 la Piazza D'Armi fu utilizzata come campo di gioco del club footballistico della Nocerina, da poco fondato. L'impianto divenne il primo regolamentare della provincia di Salerno.
Punto sportivo importante del territorio, fu ristrutturato nel 1973. Il 12 novembre 1990 lo stadio ha ospitato la visita di Papa Giovanni Paolo II. 
Nel 1982 fu avviato il progetto per costruire un Palasport in città, con l'intento di rendere l'area del Mercato una cittadella sportiva, uno scompenso finanziario fermò però i lavori di realizzazione che si conclusero solo nel 2014, con l'impianto che fu dedicato alla memoria di Giuseppe Coscioni (legato alla storia del basket cittadino).

## Infrastrutture e trasporti

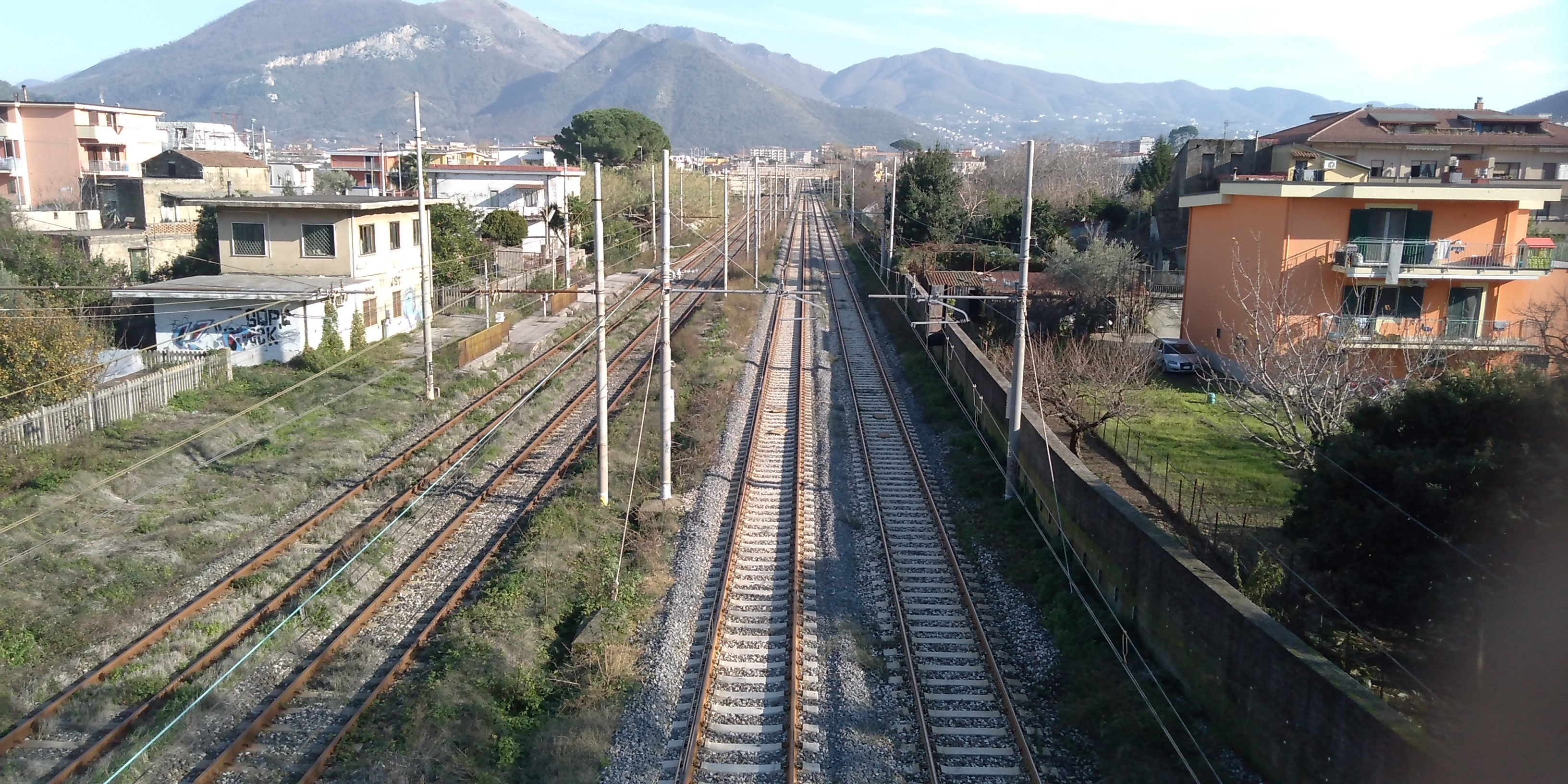
Posto di movimento dismesso lungo il Bivio Grotti, sulla tratta Napoli-Salerno

Dal 1977 al 1992 nel rione esisteva il Posto di movimento e bivio Grotti una stazione ferroviaria che disponeva di un bivio che conduceva verso l'omologo di Piedimonte, passando alle spalle dello Stadio San Francesco d'Assisi, verso la Stazione di Codola, lungo la Ferrovia Nocera Inferiore-Codola.
Presso l'ex Mattatoio comunale attualmente esiste un ufficio ed un deposito amministrativo locale.

## Sport
La frazione di Grotti ha una propria squadra di calcio, la A.S.D. Luca D'Ambrosio che milita nel campionato regionale di Seconda Categoria.
Oltre alle succitate strutture sportive, nell'area del mercato settimanale le comunità indiane, bengalesi e cingalesi che risiedono in città si riuniscono per praticare lo sport del cricket.